# Szecsődi Irén
Szecsődi Irén (Budapest, 1917. június 6. – Budapest, 2001. június 20.) kétszeres Liszt Ferenc-díjas magyar opera-énekesnő (szoprán), érdemes művész.

## Életútja
Tanulmányait 1941–1947 között a Zeneakadémián végezte dr. Molnár Imre irányításával. 1947-ben szerződött a Magyar Állami Operaházhoz, amelynek 25 éven keresztül egyik legsokoldalúbb művésznője volt. 1948-ban mutatkozott be Mozart A varázsfuvola Első hölgyeként. Pályafutása során az operairodalom szinte valamennyi fontos szerepét elénekelte hatalmas sikerrel. Egyéniségének bája, hangjának nemes csengése magasfokú stíluskészséggel és szerepmegformálással párosult. Művészetét több hanglemez őrzi, többek között Liszt Ferenc, Kodály Zoltán, Szokolay Sándor művei.

## Díjai
- Liszt Ferenc-díj (1952, 1959)
- Érdemes művész (1967)
- A Magyar Állami Operaház örökös tagja (1990)

## Főbb szerepei
- Micaela (Bizet: Carmen);
- Violetta (Verdi: Traviata);
- Pamina (Mozart: A varázsfuvola);
- Liu (Puccini: Turandot); Mimi (Puccini: Bohémélet); Csocsoszán (Puccini: Pillangókisasszony);
- Szulamit (Goldmark K.: Sába királynője);
- Margit (Gounod: Faust).